# Chrysocharis eurynota
Chrysocharis eurynota är en stekelart som beskrevs av Graham 1963. Chrysocharis eurynota ingår i släktet Chrysocharis och familjen finglanssteklar. Arten är reproducerande i Sverige. Inga underarter finns listade i Catalogue of Life.